# شهرستان گرنت، ویکتوریا
شهرستان گرنت، ویکتوریا (به انگلیسی: County of Grant, Victoria) یک منطقهٔ مسکونی در استرالیا است که در ویکتوریا (استرالیا) واقع شده‌است.